# Болото «Скабор»
Боло́то «Скабо́р» — гідрологічна пам'ятка природи місцевого значення в Україні. Розташована на захід від села Тютьків Тернопільського району Тернопільської області.
Площа 0,33 га. Оголошене об'єктом природно-заповідного фонду рішенням виконкому Тернопільської обласної ради від 28 грудня 1970 року № 829. Перебуває у віданні Дарахівської сільської ради.
Під охороною — типова болотна рослинність західного лісостепу. Особливу цінність становить росичка, занесена до Червоної книги України.